# Kecamatan Cibeunying Kidul
Kecamatan Cibeunying Kidul är ett distrikt i Indonesien.   Det ligger i provinsen Jawa Barat, i den västra delen av landet, 120 km sydost om huvudstaden Jakarta.